# Festa dei Ceri
La Festa dei ceri si svolge a Gubbio il 15 maggio di ogni anno e consiste nel trasporto in corsa di tre Ceri coronati da statue di Santi: sant'Ubaldo (patrono di Gubbio), san Giorgio e sant'Antonio Abate. È una delle più antiche manifestazioni folcloristiche italiane e non è da confondersi con una rievocazione storica, infatti si tratta di un evento che si ripete annualmente fin dal XII secolo. La festa riveste ancora oggi un ruolo fondamentale, sia dal punto di vista sociale che da quello culturale per la comunità eugubina. È vissuta con grande attaccamento da tutta la cittadinanza ed è caratterizzata da forti passioni e sentimenti che ne esprimono valori e contraddizioni. Tali sono l'importanza e la popolarità, anche a livello regionale, della manifestazione, che dal 1973 i tre Ceri rappresentano il simbolo della Regione Umbria e sono stilizzati nel suo gonfalone e nella bandiera ufficiale.

## Storia

### Origini
La tradizione vuole che sia una festa religiosa cattolica in onore di sant'Ubaldo Baldassini (1085-1160), vescovo e patrono di Gubbio, e sarebbe il frutto della trasformazione di un'originaria offerta di cera che le corporazioni medievali eugubine donavano al patrono. Tali corporazioni davano luogo al trasporto dei tre Ceri: quello dei muratori e scalpellini (sant'Ubaldo), merciai (san Giorgio) e asinari (sant'Antonio). Questa interpretazione fu ampiamente sostenuta e documentata da Pio Cenci (1908), sacerdote ed epigrafista eugubino, e trova ancora oggi concorde la maggior parte degli storici.
Esistono comunque altre ipotesi che sono state prospettate nel corso del tempo. Esse si possono ridurre a due grandi insiemi: ipotesi "pagana" ed ipotesi "eroica".
Secondo l'ipotesi "pagana" la Festa dei Ceri avrebbe origine da riti pagani precristiani, forse da una cerimonia in onore della dea Cerere (da cui il nome ceri), legata al risveglio della primavera. Questa interpretazione della festa già ipotizzata nel 1684 da Bonaventura Tondi fu approfondita da Herbert M. Bower (1897), un antropologo inglese che accostò molti aspetti della festa al rituale descritto nelle Tavole Eugubine e congetturò che i Ceri fossero una testimonianza dell'"antico e diffuso culto dello Spirito dell'Albero". L'ipotesi "pagana" venne accolta da tutti i linguisti e gli antropologi, e trovò ovviamente molti sostenitori negli ambienti anticlericali.
In base all'ipotesi "eroica" la festa celebra il ricordo della vittoria su undici città alleate contro Gubbio riportata dagli eugubini nel 1151, per intercessione miracolosa del vescovo sant'Ubaldo, patrono ma anche padre della patria. Secondo questa teoria i Ceri sarebbero dei carri-trofei di guerra e la parola "cero" potrebbe derivare da carroccio. L'ipotesi "eroica" fu formulata da don Angelo Carucci (1605) e successivamente da Girolamo Beni (1848), trovando un discreto consenso nel periodo risorgimentale ed in quello del ventennio fascista.

### Medioevo
Dal punto di vista documentale i Ceri nacquero con la morte di sant'Ubaldo (16 maggio 1160). Dopo una vita esemplare di padre spirituale della città, ma anche dopo averla salvata dai pericoli temporali, come l'assedio da parte delle undici città confederate (1151) e dal saccheggio da parte dell'imperatore Federico Barbarossa (1155), egli fu subito venerato come un santo.
Papa Celestino III lo canonizzò con apposita bolla del 5 marzo 1192, permettendo agli eugubini di festeggiarlo "hilariter" (con gioia), come già avevano cominciato a fare.
L'11 settembre 1194 il corpo di sant'Ubaldo fu trasferito in una chiesa a lui dedicata eretta sul monte Ingino, il colle che sovrasta Gubbio, ai piedi della rocca nei pressi della pieve di San Gervasio. Da allora nacque la consuetudine di svolgere una grande processione che prevedeva una "Luminaria", cioè l'offerta devozionale di cera con processione, e che aveva luogo alla vigilia della anniversario della morte (15 maggio). Tale processione risaliva il monte fino a raggiungere il sepolcro del patrono.
Lo statuto del 1338 obbligava i rappresentanti delle comunità nel territorio comunale e delle arti a prendere parte alla Luminaria di sant'Ubaldo. I relativi rappresentanti dovevano portare in mano dei doppieri accesi, mentre quelli delle "artes petraiolorum, merciariorum et asinariorum", dovevano provvedere all'offerta tradizionale dei Ceri grandi (Cereos magnos) ed i partecipanti dovevano essere "iubilantes et gaudentes".
In questo periodo avvenne la trasformazione dell'oggetto trasportato da cera in legno. Un documento, datato 1458, riferiva che i Ceri erano già di legno, ricoperto di cera di vari colori.

### Rinascimento
In questo periodo Gubbio appartenne alla famiglia Da Montefeltro, signori di Urbino. Sotto il loro dominio il culto di Sant'Ubaldo crebbe ulteriormente. Un ruolo centrale ebbe il Duca Federico II, nato a Gubbio nel 1422, figlio naturale di Guidantonio, Conte di Montefeltro. Federico amava Gubbio, considerandola la sua patria e fece della città, la seconda capitale del suo Ducato. Nel 1472 chiamò il suo erede unico con il nome di Guidubaldo, in onore del Santo Patrono di Gubbio.
Nel 1503 venne eseguito da Sinibaldo Ibi il grande gonfalone di Sant'Ubaldo, definito come miracoloso,  che assunse subito un ruolo centrale nella processione del 15 maggio. Nel 1511 Elisabetta Gonzaga, vedova di Guidubaldo, e Eleonora Gonzaga, moglie di Francesco Maria Della Rovere, successore di Guidubaldo, a seguito di un voto di concessione, restaurarono ed ampliarono la chiesa di Sant'Ubaldo. Alcuni studiosi hanno recentemente ipotizzato, che l'elegante forma del Cero a prismi sfaccettati sia stata elaborata sotto l'influenza degli artisti del Ducato, ispirandosi ai poligoni aurei di moda in quell'epoca.
I Ceri assunsero progressivamente la connotazione attuale e la Luminaria diventò sempre più una corsa con aspetti agonistici prendendo le distanze progressivamente dalla Processione. L'Università dei Merciai stabiliva l'obbligo di "diligentemente areconciare" il Cero e portarlo "ben ornato" (1549) e dipinto (1578). Da ricordare è anche il bando della Magistratura eugubina (circa 1581-1590) che imponeva sanzioni per tutti coloro che potevano causare impedimento o danni al Cero.
Con l'aumentare della partecipazione alla Festa dei Ceri crebbero anche i problemi di ordine pubblico. La Festa era spesso occasione di episodi di violenza e vendette personali (ma anche rivolte contro il potere) che erano facilitate dalla confusione generata dal grande concorso di popolo e dall'euforia delle libagioni. Al fine di esercitare un maggiore controllo della sicurezza ed espletare una più rapida giustizia civile e penale in occasione dei festeggiamenti per S. Ubaldo, si istituì un magistrato specifico, chiamato Contestabile (1538). Questi comandava un piccolo gruppo di uomini armati, tra cui il portabandiera che era incaricato di portare il vessillo della città.

### Seicento e Settecento
Nel '600 finì il dominio dei Montefeltro e Gubbio passò sotto lo Stato della Chiesa .
La prima descrizione sufficientemente dettagliata della Festa e soprattutto della Corsa risale al 1605. È riferita da Padre Angelo Carucci che parla di "alte e pesanti piramidi" portati da tanti uomini forzuti con "allegrezza" immensa per la città e per il monte fino al tempio di Sant'Ubaldo.
La Festa, cresciuta a dismisura, diventò nel '600 oggetto di contesa tra il governo della città ed i Canonici Lateranensi, custodi della chiesa di Sant'Ubaldo. Questi contrasti si acuirono al punto che nel 1658 il Consiglio comunale obbligò a concludere la Corsa in Cattedrale invece che nella Chiesa di S. Ubaldo.
Padre Bonaventura Tondi nel 1680 descrisse la Festa in maniera particolarmente dettagliata. Da questa fonte sappiamo che i tre Ceri erano coronati delle statue di Sant'Ubaldo, di San Giorgio e di Sant'Antonio Abate, e che erano portati di corsa a spalla preceduti da due Trombettieri a cavallo. Padre Tondi descrive anche le birate in Piazza Grande e l'arrivo in cima al monte. A questo riguardo l'autore precisa che all'arrivo, al momento di entrare nel Cortile avanti alla Chiesa del Santo "segue un cimento curiosissimo"  che consiste "nell'innalzare il Cero prima degli altri sopra la porta della Chiesa, ove si lasciano e restano sino all'anno seguente". È un evidente accenno alla avvenuta trasformazione in senso agonistico della antica Luminaria.
Il trasporto dei Ceri, che includeva il reclutamento dei portatori (da cui il detto: "fare gli uomini per il Cero") ed il loro vettovagliamento, diventò un impegno economico, sempre più pressante, a carico dei Capitani,  uno o due per ogni Cero, che venivano sorteggiati annualmente tra gli associati alle Università dei "muratori e scalpellini" (Sant'Ubaldo), di "merciai" (San Giorgio), ed i contadini possidenti (Sant'Antonio) dal momento che gli asinari erano scomparsi da tempo.
Con l'arrivo della Rivoluzione francese anche Gubbio fu soggetta alle nuove leggi dovute all'occupazione francese dello Stato della Chiesa nel 1798. Nel mese di luglio, il nuovo commissario "cittadino" Raffaello Carbonana notificò l'abolizione della Università dei muratori e dei merciai. Per quest'ultima organizzazione, ormai in crisi da anni, fu il "colpo di grazia". Fu soppressa per sempre e nel 1799 il trasporto del Cero di San Giorgio dovette essere finanziato dalle Università di Falegnami e Fabbri.

### Ottocento

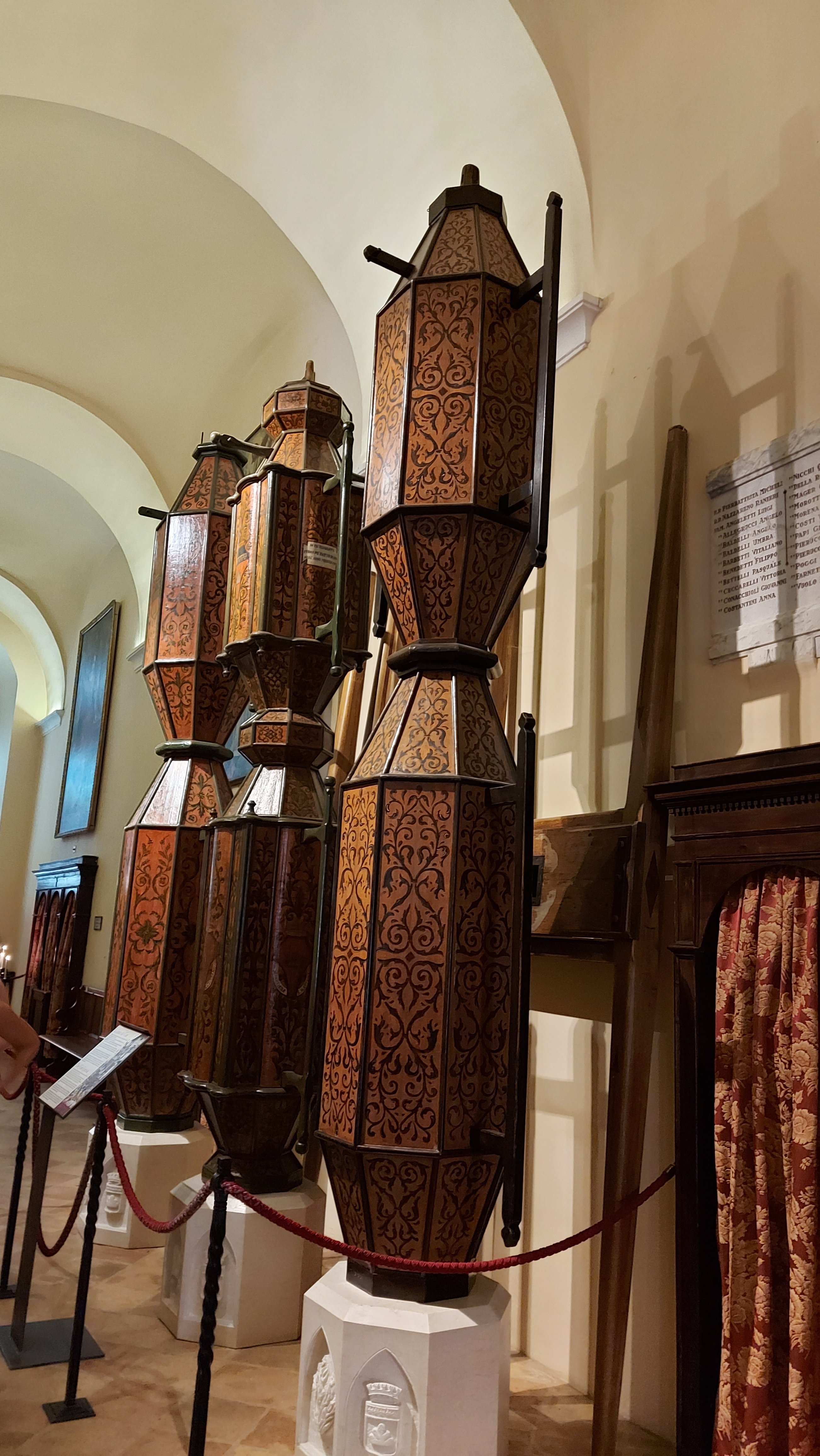
I ceri nella Basilica di Sant'Ubaldo.

Il governo filo-francese del Regno d'Italia (1805-1814) aveva emesso una disposizione che prevedeva l'abolizione di tutte le tradizioni che sembravano essere "ridicole e superstiziose" ed i Ceri erano certamente tra queste. L'ispettore del Dipartimento del Metauro (cui Gubbio apparteneva) aveva chiesto di fornire informazioni sul Festa dei Ceri. Il signor Anton Nicola Tei, segretario comunale di Gubbio, con l'intento di salvare la Festa fece scrivere al figlio una calorosa relazione, datata 28 novembre 1811. Tale relazione fu in grado di garantire la continuità della Festa anche se i Ceri si sarebbero dovuti alzare e trasportare solo sotto la supervisione della polizia. La magistratura rappresentata del Contestabile non fu più ritenuta necessaria e la sua soppressione fu confermata anche durante la Restaurazione da Papa Pio VII (1816).
Tutti questi rivolgimenti indebolirono la Festa mettendone in crisi le fonti di finanziamento. Il Comune si prese l'onere economico per il trasporto del Cero di San Giorgio, dando l'appalto ad artigiani e commercianti che si proponevano anno per anno con il sistema d'asta al ribasso. Il trasporto degli altri Ceri restava appannaggio dei Capitani estratti tra i muratori (Sant'Ubaldo) la cui Università ancora esisteva, e tra i contadini possidenti (Sant'Antonio) che continuavano, loro malgrado, ad essere obbligati per legge comunale, a soddisfare a questo impegno.
Con l'Unità d'Italia e l'avvento della nuova legislazione laica tale obbligo finì, molti Capitani si rifiutarono di organizzare il trasporto e la Festa fu ancora una volta a serio rischio di scomparire. In questo frangente fu fondamentale l'azione del Comune che progressivamente si prese l'onere di finanziare tutta la Festa. Con questo miglioramento economico partirono molte iniziative. Furono rifatti nuovi tutti e tre i Ceri, che sono quelli che ancora corrono: Sant'Ubaldo (1883), San Giorgio (1888) e Sant'Antonio (1893) opera del falegname Giuseppe Filippetti detto "Chicchero".
Ma l'evento più importante avvenne nel 1891 quando cambiò la gestione della Festa. In quell'anno al Capitano estratto per il Cero di Sant'Ubaldo, Giuseppe Vantaggi, socio dell'Università dei Muratori, fu affidato da parte dell'amministrazione comunale anche il trasporto Ceri di San Giorgio e Sant'Antonio. Da questo anno in poi, l'Università dei Muratori e Scalpellini diventerà depositaria della Festa ed il Primo ed il Secondo Capitano, scelti tra i soci di tale associazione, diventeranno comandanti "super partes" di tutta la Festa con compiti sempre più istituzionali, come era stato per l'antico Contestabile. La fase organizzativa del trasporto sarà progressivamente affidata ad un ceraiolo scelto dai Capitani, uno per ogni Cero, chiamato "capodieci", che un tempo si limitava a comandare soltanto la muta, il gruppo costituito da dieci ceraioli e che insieme prendeva il Cero durante la Corsa.
Nel 1893, la Giunta Provinciale tentò di ridurre il bilancio del Comune di Gubbio abolendo la somma di denaro destinata all'organizzazione della Festa. La popolazione di Gubbio protestò vigorosamente ed il sindaco Sig.Benveduti Massarelli minacciò le sue dimissioni ritenendo ridicolo che la Prefettura pretendesse la soppressione di una "Festa alla quale si annette tanta importanza e che senza meno provocherebbe inconvenienti per la sicurezza pubblica". Come risultato, la Festa dei Ceri ebbe il suo annuale contributo di 500 lire.

### Novecento

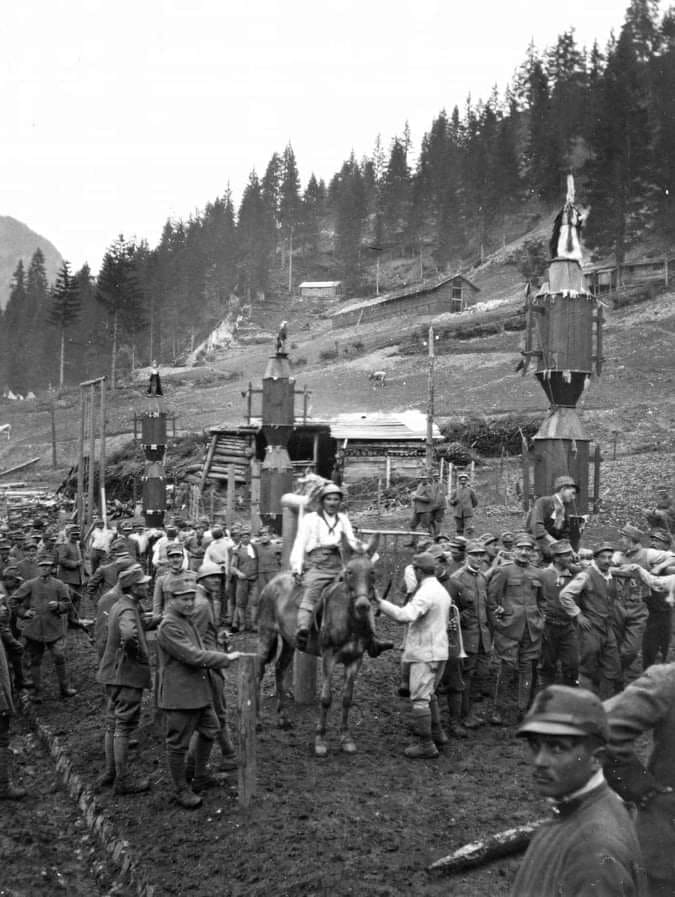
Festa dei Ceri a Col di Lana (BL) 15 maggio 1917

Il secolo iniziò con l'introduzione della grande statua lignea di Sant'Ubaldo che sostituiva nella Processione prima la Corsa il Miracoloso Gonfalone raffigurante San Ubaldo di Sinibaldo Ibi,  ormai destinato ad essere musealizzato. Un altro importante cambiamento riguardò alla cerimonia dell'Alzata, che prima ogni Cero eseguiva in maniera individuale. Infatti, a partire dal 1906 i tre Ceri furono alzati insieme nello stesso luogo, via di Fonte Avellana, vicino al Convento di San Pietro, dove veniva allestito il grande pranzo (Tavola bona).
Nel 1916 e nel 1918, a causa della prima guerra mondiale, la Festa non ebbe luogo, dal momento che un decreto del governo aveva vietato assembramenti pubblici, e tanto meno cortei e processioni. Tuttavia, il 15 maggio 1917 la Corsa si svolse comunque presso il fronte di guerra: alle pendici del Col di Lana, pochi mesi prima teatro di una sanguinosa battaglia, e cioè a Pian di Salesei, gli Eugubini arruolati nella Brigata "Alpi" festeggiarono con Ceri rudimentali, ma simili agli originali, e costruiti appositamente. La guerra fu occasione per l'ampliamento della chiesa di Sant'Ubaldo, voluto dal rettore Padre Emidio Selvaggi, che fu elevata a rango di Basilica minore nel 1919 da parte del Papa Benedetto XV.
Nel primo dopoguerra la Festa dei Ceri fu pretesto di scontri tra fazioni politiche contrapposte, assai vivaci anche a Gubbio. In particolare la Festa del 1921 fu molto travagliata. Evento già straordinario, era stata rinviata al 22 maggio (la domenica successiva alla domenica 15), a causa delle elezioni politiche. Nonostante il clima di tensione, le fasi iniziali della Festa furono calme. Al contrario, nel pomeriggio, si verificarono incidenti, a causa probabilmente di alcune canzoni anarchiche cantate da gruppi di ceraioli. Alcuni fascisti spararono in aria dei colpi di pistola, determinando così una rapida fuga e l'intervento della polizia, che procedette ad effettuare arresti e perquisizioni. Molti ceraioli vennero allontanati ad altri fu impedito di entrare nella città. Così al momento della Corsa, il numero dei ceraioli disponibili era chiaramente insufficiente. Un sacerdote, don Luigi Nigi, appassionato sostenitore della Festa, tentò di rimediare a questa situazione. Raccolse un numero sufficiente di ragazzi, a cui si aggiunsero vecchi ceraioli ed anche qualche donna ed iniziò il trasporto, che procedette con numerose soste e difficoltà, acuite da un violento ed inaspettato temporale. I Ceri raggiunsero eroicamente la Basilica di Sant'Ubaldo a notte inoltrata.

Con l'avvento del Fascismo la Festa acquistò una grande importanza. La dittatura era molto sensibile alla cultura popolare ed intuì l'importanza di mantenere un buon rapporto con le tradizioni di Gubbio. Nel mese di maggio 1928 il Presidente del Provinciale Dopolavoro di Perugia invitò il Podestà Lamberto Marchetti ad inviare una delegazione Festa dei Ceri alla Mostra dei Costumi e delle Feste caratteristiche che si sarebbe tenuta a Venezia nel prossimo settembre. Il 7 settembre, i Ceri e 200 ceraioli lasciarono la città per raggiungere Venezia in treno ed il 9 settembre, ebbe luogo una piccola riproposizione della Festa con Alzata e Birate in piazza San Marco. In quell'occasione i ceraioli indossarono le nuove divise, che sono quelle attuali.

I tre Ceri negli anni trenta

I Ceri di Gubbio furono premiati con il primo premio nella sezione Riproduzione di Cerimonie, e con il secondo premio per il gruppo più numeroso. Il giorno 11 settembre, al ritorno a Gubbio, fu fatta una Corsa "straordinaria", per celebrare l'anniversario della traslazione di Sant'Ubaldo. A questo periodo risalgono le prime testimonianze dell'attuale usanza di decorare le statue dei tre santi il giorno prima della festa con bandierine dorate e nappe.
Nel 1929, in occasione delle nozze tra il principe Umberto II di Savoia e Maria José del Belgio, il Podestà Marchetti fu comandato dall'Opera Nazionale Dopolavoro di inviare i Ceri a Roma in rappresentanza della Provincia di Perugia, alla sfilata dei Costumi regionali che doveva fare cornice al matrimonio. Il 5 gennaio 1930 un gruppo di 150 ceraioli partì per Roma. L'Alzata e le tre Birate ebbero luogo il 7 gennaio in piazza del Quirinale al cospetto della corte reale, invitati ed autorità. I ceraioli furono costretti ad eseguire tutte queste fasi in fretta e senza la dovuta considerazione da parte dell'organizzazione. Questo determinò un pesante malcontento nella maggioranza dei ceraioli, che promisero che non si sarebbero più prestati a questo tipo di comparsate. In segno di protesta al ritorno a Gubbio, una nuova Corsa "straordinaria" prevista per il 12 gennaio fu ampiamente accorciata e rallentata.
Nel maggio di quell'anno l'Alzata fu spostata nel grande spazio di fronte alla nuova palestra, di recente costruzione, situata dietro il monastero di San Pietro e molto vicina al sito precedente di via Fonte Avellana. Era il preludio allo spostamento definitivo dell'Alzata nella sede attuale di piazza Grande (1938). Di conseguenza la Tavola bona fu spostata nell'adiacente Palazzo dei Consoli.
Durante la seconda guerra mondiale e precisamente dal 1941 al 1945 la Festa fu vietata, ma continuò ad essere svolta quella dei Ceri Mezzani (ceri più bassi e leggeri), che esisteva da circa mezzo secolo con la funzione propedeutica. La Festa dei Mezzani fu fatta anche nel maggio 1944, durante il passaggio del fronte di guerra a Gubbio. In quella occasione i Ceri furono trasportati da un gruppo molto eterogeneo di ceraioli che comprendeva partigiani, giovani renitenti alla leva, fascisti ed addirittura soldati tedeschi, tutte persone che il giorno dopo si sarebbero trovati di nuovo a combattere su fronti opposti.
Con la fine della guerra e la volontà di ricostruzione, la Festa riprese con un rinnovato vigore, sempre combattuta tra esigenze di protezione-conservazione e di promozione turistica. L'istituzione del Maggio Eugubino (pro loco) (1950) dette sicuramente un impulso in senso promozionale. Nel 1951 quest'associazione ripropose la cerimonia solenne e coreografica dell'Investitura poco prima dell'Alzata. Non mancarono tuttavia atteggiamenti degli eugubini tesi alla protezione della Festa, se non veri e propri episodi di intolleranza. Le trasferte dei Ceri furono rigorosamente impedite, tanto che in occasione del ventilato prestito per l'Expo di Bruxelles (1958) questi furono "sequestrati" ed occultati per qualche giorno. La ripresa RAI del 1965 effettuata su un mezzo mobile, che veniva a rallentare la velocità dei Ceri verso la Basilica e a falsare l'esito della Corsa, venne violentemente interrotta.
Negli anni '60 i ceraioli, che fino ad allora erano stati una élite nella popolazione, divennero sempre più numerosi e la Corsa fu progressivamente più veloce ed organizzata, comandata da Capodieci che, contrariamente a quanto accadeva in precedenza, venivano rinnovati ogni anno.
Al fine di migliorare l'organizzazione della attività associate alla Festa (es. Taverne, Veglione, etc.) e soprattutto la Corsa, furono istituite delle associazioni chiamate "Famiglie" una per ogni Cero: Sant'Antonio (1968), San Giorgio (1971) e Sant'Ubaldo (1974). Con l'avvento delle Famiglie e la costituzione di un consiglio del Cero e dell'assemblea dei Ceraioli, evolveva anche la modalità di scelta del Capodieci che passava da un criterio di scelta "oligarchica" ad un sempre più democratico.

### Duemila
Negli ultimi decenni la Festa dei Ceri è diventata sempre più conosciuta, attirando un numero di affezionati spettatori in costante crescita, che ormai fanno parte dell'atmosfera, ma che talvolta male si integrano con gli spazi angusti della città e con il carattere strettamente eugubino di molti momenti della manifestazione. Nel 2010 si è costituita presso la Basilica di Sant'Ubaldo, la Raccolta Memorie Ubaldiane che accoglie un'interessante documentazione ed importanti oggetti legati alla Festa. Nel 2011 i Ceri sono stati ampiamente restaurati, rimuovendo la pellicola opaca che li copriva ed evidenziando così i colori originali. Sempre nello stesso anno sono state rifatte le statue dei Santi, realizzate, per conto dell'Università dei Muratori, dallo scultore eugubino Luigi Passeri: le statue sono state benedette a Roma in Piazza San Pietro da Papa Benedetto XVI.
Il 5 agosto 2017 circa duemila eugubini giunti con ogni mezzo all'altopiano di Salesei, sotto il Col di Lana, hanno ricordato la festa del 1917 svoltasi al fronte.  Per questa occasione sono stati realizzati tre Ceri identici a quelli costruiti allora e che furono distrutti dai soldati italiani durante la ritirata di Caporetto. Dopo una breve corsa, questi Ceri sono stati lasciati nella cappella votiva del Sacrario Militare.
A causa della pandemia COVID-19, il 15 aprile 2020 il Sindaco di Gubbio, Filippo Mario Stirati, ha emesso un decreto con cui ha annullato la Festa dei Ceri per lo stesso anno. Si tratta della prima volta che la Festa dei Ceri viene annullata per motivi non bellici, ma sanitari.

Sempre a causa della pandemia Covid-19, il 19 aprile 2021 il sindaco di Gubbio, Filippo Mario Stirati, ha emesso un decreto con cui ha annullato la Festa.

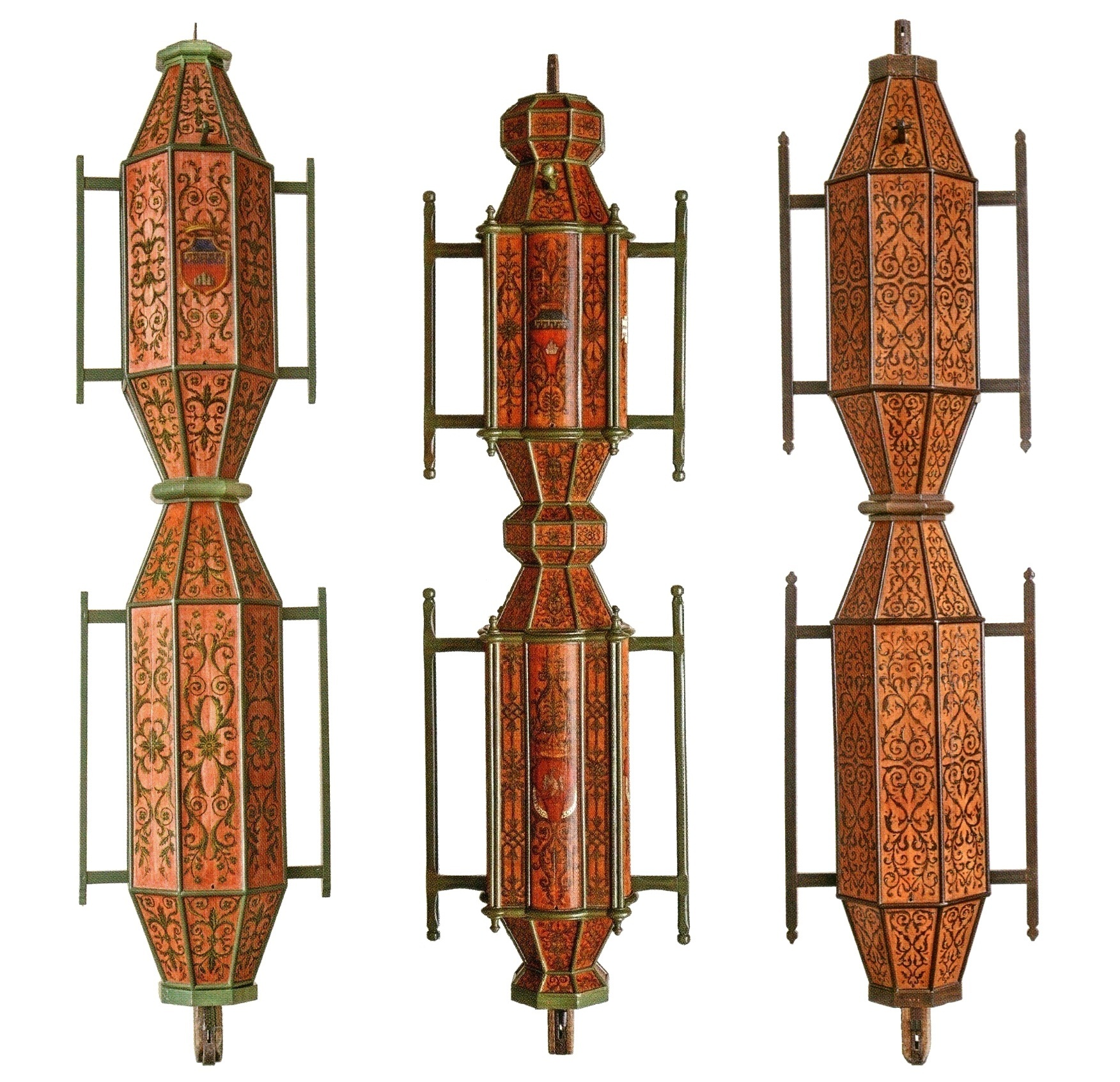
Immagine frontale dei ceri di Gubbio dopo l'ultimo restauro (2011): S. Ubaldo (centro), S. Giorgio (sinistra), S. Antonio (destra).

## Caratteristiche dei Ceri
I Ceri sono tre manufatti in legno coronati dalle statue di Sant' Ubaldo (patrono di Gubbio), san Giorgio e sant'Antonio abate, innestati verticalmente su altrettante barelle, a forma di "H", che ne permettono il trasporto a spalla; il loro peso, comprensivo di tutti gli elementi, è di quasi 300 kg.
Durante l'anno, il cero e la barella sono conservati nella basilica di Sant'Ubaldo, mentre i santi sono esposti nella chiesa di San Francesco della Pace, chiesa dell'Università dei Muratori.
Il cero è formato da due espansioni fusiformi sovrapposte verticalmente, a forma di prismi ottagonali, costituiti da tavolette dipinte. La decorazione, eseguita su tela, consiste essenzialmente di motivi ornamentali classici, come arabeschi, grottesche, candelabre e spirali vegetali.
Dal cero escono quattro grandi maniglie laterali (dette "manicchie"), anche esse di legno, che servono per il trasporto orizzontale del cero e fungono da ammortizzatore in caso di cadute durante la Corsa, e due perni (detti "timicchioni") alle estremità, che garantiscono l'ancoraggio per la barella e per il Santo. La connessione tra questi tre elementi si ottiene attraverso un cuneo di ferro (detto "cavìa") che viene infilato nelle apposite fessure dei timicchioni durante il montaggio.
La barella è essenziale per trasportare il cero e si compone di due stanghe collegate, a formare una H, da una robusta tavola centrale (detto "barelone") con un foro in cui è inserito il cero.
Le statuette dei Santi sono anch'esse di legno e raffigurano sant'Ubaldo in veste episcopale ed in atto di benedire, san Giorgio a cavallo con lancia, scudo, armatura e mantello azzurro, e sant'Antonio Abate con il saio da benedettino ed il fuoco in mano.
DIMENSIONI DEI CERI
|            | Altezza (senza statua) | Altezza (con statua) | Peso (con statua e barella) |
| S. Ubaldo  | 383,8 cm               | 489,5 cm             | 263,0 kg                    |
| S. Giorgio | 410,5 cm               | 485,5 cm             | 271,0 kg                    |
| S. Antonio | 405,8 cm               | 502,0 cm             | 287,0 kg                    |

## L'organizzazione della Festa
La Festa è il risultato di una complessa preparazione a carico di varie istituzioni ed associazioni. Queste sono le principali.

### Comune di Gubbio
Il Comune di Gubbio ha il compito di finanziare le spese generali per la Festa e di provvedere alla sicurezza ed alla manutenzione del percorso della Corsa. Inoltre svolge minori compiti di rappresentanza, come l'invito di illustri ospiti della Tavola bona.
Il Comune è il proprietario di ceri e barelle, quindi la manutenzione e il restauro sono sotto la sua responsabilità.

### Università dei Muratori
L'Università dei Muratori, Scalpellini ed Arti congeneri ha una lunga storia che comincia nel medioevo. Dopo essere miracolosamente sopravvissuta alla tempesta "napoleonica", si è riorganizzata come associazione di mutuo soccorso. Dal 1891, l'Università è depositaria della Festa, provvede all'elezione dei Capitani dei Ceri, che devono essere suoi membri, ed organizza la Tavola bona. Inoltre è proprietaria dei santi e provvede alla loro conservazione e restauro. Questa associazione è anche proprietaria dei Ceri Mezzani ed organizzatrice di quella Festa.

### Maggio Eugubino
L'associazione Maggio Eugubino è stata fondata nel 1950 con lo scopo principale di organizzare la preparazione, la pubblicità e la realizzazione degli eventi tradizionali di Gubbio, che tengono posto quasi esclusivamente in maggio, con particolare riguardo alla Festa dei Ceri.
L'Associazione cura gli aspetti promozionali e scenografici della Festa. Inoltre il Maggio Eugubino anche organizza la Festa dei Ceri Piccoli, i Ceri per i bambini.

### Diocesi di Gubbio
Alla Diocesi competono ovviamente tutte le numerose cerimonie religiose collegate alle Festa ed in particolare la Messa dei ceraioli alla chiesa dei "Muratori", la Processione con la Statua di Sant'Ubaldo e la Benedizione all'arrivo in Basilica. La Diocesi nomina un Cappellano dei Ceri che presiede a tutte le cerimonie legate alla Festa durante l'anno.

### Famiglie dei ceraioli
Le tre Famiglie dei ceraioli (Santubaldari, Sangiorgiari e Santantoniari) sono associazioni create tra il 1968 e 1974 per occupare lo spazio lasciato dalle antiche Università dei mestieri, che organizzavano un tempo il trasporto dei Ceri. Esse svolgono importanti funzioni sociali tutto l'anno, mantenendo vivo il culto dei Santi ed onorando la memoria dei ceraioli defunti. In particolare organizzano l'elezione del Capodieci (il capo annuale del Cero e responsabile per la Corsa), e collaborano con questo per la pianificazione della Corsa. Sono organizzate in un consiglio ristretto creato su base elettiva e da un'assemblea periodica aperta a tutti i ceraioli. Sono divise in entità territoriali chiamate Manicchie.

## Gli uomini della Festa
Numerose figure ruotano intorno alla Festa dei Ceri. Hanno compiti distinti e strettamente regolamentati, ma tutti sono essenziali per raggiungere un risultato positivo della Festa. Dal punto di vista pratico, il trasporto dei Ceri è organizzato dai ceraioli secondo una modalità complessa e pianificata.

### I ceraioli
Il ceraiolo è la figura centrale della Festa. Ogni cittadino di Gubbio, per nascita o genuinamente acquisito, può diventare ceraiolo, dopo un lungo apprendistato che inizia con i Ceri Piccoli e Mezzani e continua svolgendo ruoli di crescente importanza durante la Corsa. Tutti questi ruoli sono sempre sotto la supervisione di più ceraioli esperti in un rapporto alunno-maestro. La scelta a quale Cero appartenere non è legata alla residenza del ceraiolo: i Ceri non hanno niente a che fare con i quartieri della città. In origine, la scelta del Cero era legata al tipo di lavoro e così tramandata di padre in figlio. Tradizionalmente, al Cero di Sant'Ubaldo sarebbero legati i muratori e scalpellini, a quello di San Giorgio i commercianti e gli artigiani, mentre a quello di Sant'Antonio i contadini, i proprietari terrieri e gli studenti.
Oggi, la scelta dovrebbe essere teoricamente libera, ma in realtà è sempre condizionata dalle tradizioni familiari, soprattutto da parte del padre, che ha lo scopo di influenzare il figlio, futuro ceraiolo. Le donne non portano il Cero, tranne che durante la Mostra. Tuttavia se provengono da importanti dinastie di ceraioli, possono assumere una certa importanza nel condizionare la scelta dei figli.
È difficile stimare il numero di ceraioli realmente coinvolti nella Corsa, infatti essa, a dispetto della pianificazione, è ancora sottoposta a circostanze imprevedibili risolte in maniera estemporanea. I ceraioli attivi sono stimati in circa 400 per ogni Cero, ma il loro numero raddoppia se si considerano i bracceri (vedi dopo) e le persone che aiutano spingendo o trainando.
L'organizzazione della Corsa è progettata nel corso di numerose riunioni, presiedute dal Capodieci, che si svolgono periodicamente nelle Manicchie in cui il territorio è diviso. Ad ogni Manicchia spetta, oramai per tradizione, l'organizzazione di specifiche parti della Corsa e, nelle riunioni si dovranno confermare o sostituire i ceraioli, in base a come si sono comportati nella Corsa precedente. Anche se si tende a negarlo, esiste all'interno di ogni Cero (e di ogni Manicchia) una certa concorrenzialità, se non un vero e proprio antagonismo, per i ruoli più prestigiosi nella Corsa, che rendono spesso le riunioni particolarmente accese.

### La divisa
La divisa da "ceraiolo" è costituita da un paio di pantaloni bianchi in tela di cotone, una camicia di colore diverso a seconda del Cero di appartenenza (gialla per Sant'Ubaldo, azzurra per San Giorgio e nera per Sant'Antonio), una fascia rossa (detta fusciacca) legata in vita a mo' di cintura, un fazzoletto rosso appoggiato sulle spalle e puntato davanti. L'attuale divisa dei ceraioli è stata creata nel settembre 1928 da una commissione appositamente costituita, in occasione della partecipazione di Ceri alla Mostra dei Costumi e delle Feste Caratteristiche tenutasi a Venezia.

### La muta
La muta è un gruppo di ceraioli assegnati a prendere il Cero, tutti allo stesso tempo, per un pezzo della Corsa (vedi dopo Cambio). La lunghezza del pezzo varia a seconda della pendenza tra i 40 e 100 metri. Ogni muta include un massimo di venti ceraioli, ognuno dei quali ha una posizione assegnata precisa. Otto ceraioli sostengono il peso del Cero con le spalle sotto la stanga della barella. I quattro ceraioli posizionati nella parte estrema e più affusolata del stanghe sono chiamati puntaroli o punte ed hanno una prevalente funzione di spinta. Gli altri quattro che si pongono sotto la parte centrale e più tozza della stanga sono chiamati invece cepparoli o ceppi ed hanno un maggiore compito di sostegno. I ceraioli sono disposti in base alla loro altezza e alla pendenza del percorso: quelli alti avanti se il percorso è in discesa, indietro in salita e all'esterno in curva. Ciascuno di questi otto ceraioli a spalla può avere un aiuto tramite il braccere, ceraiolo più basso che lo cinge alla vita e ne afferra il braccio libero.
I restanti quattro ceraioli sono posti in mezzo alle stanghe. Il capodieci (capo dei dieci) è il ceraiolo più avanzato di questi ed ha il compito di guidare il Cero, regolando la velocità e correggendo le traiettorie. Subito dietro di lui il barelone avanti occupa una posizione strategica e difficile, prigioniero nel mezzo della barella, per questo motivo è di solito un ceraiolo atletico ed esperto. Il barelone dietro è posizionato in un angolo cieco dietro il Cero, spinge e controlla i due cepparoli posteriori. Il capocinque (capo dei cinque o sterzarolo), è l'ultimo uomo tra le stanghe ed ha la visuale più ampia. Deve spingere in salita, mantenere l'equilibrio in discesa, e chiudere le curve.

### I Capitani
Ci sono due Capitani: Primo e Secondo. Essi devono appartenere alla Università dei Muratori e sono scelti ogni 15 maggio ma entreranno in carica dopo due anni. Il Primo Capitano è il capo simbolico della Festa e conduce la Corsa dei Ceri all'interno delle mura. Ricorda la figura dell'antico Contestabile, un magistrato municipale straordinario scelto per coordinare le celebrazioni di maggio in onore di Sant'Ubaldo. Il Secondo Capitano è responsabile per l'Alzata dei Ceri e per la Corsa al Monte, così come per la Mostra del Cero di Sant'Ubaldo.
Essi sono assistiti da altre due figure: il Trombettiere e l'Alfiere, che completano l'Armata a cavallo. Il Trombettiere è una figura storica, sempre presente dopo l'istituzione del Contestabile. Durante la Corsa, annuncia l'imminente arrivo dei Ceri suonando le note della "carica". Viceversa l'Alfiere è stato istituito nel 1951. Ha il compito di tenere l'insegna della città di Gubbio, al seguito dei Capitani. Dal 2012 tutti i componenti dell'Armata sono tornati ad indossare le uniformi dette napoleoniche, che erano state sostituite negli anni '50 da quelle ispirate al Risorgimento.

### I Capodieci
Il Capodieci altrimenti chiamato Primo Capodieci, è il capo del Cero per la Festa. Una volta veniva scelto dai Capitani, ma a partire dall'ultimo ventennio del secolo scorso è annualmente eletto dai ceraioli con diverse modalità da Cero a Cero. È responsabile dell'organizzazione dell'Alzata e della Corsa, ma ha anche compiti pratici, come montare e alzare il Cero, guidarlo alla partenza, abbassarlo e smontarlo (scavìare) a fine Corsa. La sua uniforme è uguale a qualsiasi altro ceraiolo ad eccezione del distintivo sul petto che raffigura, su un nero campo, i simboli del rispettivo Cero: mitra e pastorale per Sant'Ubaldo, scudo, elmo e lancia per San Giorgio, fiamma per Sant'Antonio.

### I Capocetta
Il Capocetta (capo dell'accetta) è normalmente nominato dal Capodieci e il suo compito principale è quello di riparare il Cero in caso di urti o cadute. Ha anche il ruolo di dirigere il Cero durante la Mostra. Indossa una camicia di colore rosso, mentre la fusciacca è gialla per Sant'Ubaldo, azzurra per San Giorgio e nera per Sant'Antonio. In mano, tiene un'ascia avvolta in un panno.

### I Tamburini
I Tamburini precedono tutte le sfilate del ceraioli. Essi hanno il compito di svegliare i Capitani ed i Capodieci all'alba della Festa. Hanno uniformi simili a quelle del Capocetta con camicia rossa e fascia a seconda del colore del Cero. Quando sfilano marciano tutti insieme, disposti in tre file, uno per ogni Cero, con San Giorgio a destra, Sant'Ubaldo nel mezzo e Sant'Antonio a sinistra.

## Il Programma della Festa
La Festa dei Ceri dura tutto l'anno a causa delle discussioni sulla corsa passata e la preparazione per la successiva. Tuttavia vi è una intensificazione degli eventi a gennaio quando avviene l'elezione del Capodieci, che verrà ufficialmente presentato al Veglione (Vejone) organizzato per Carnevale da ciascuna delle tre Famiglie. Il Capodieci riceve una investitura ufficiale, che avviene in date diverse: 17 gennaio per Sant'Antonio, 5 marzo (o la domenica più vicina) per Sant'Ubaldo e il 23 aprile per San Giorgio. Con l'approssimarsi della Festa le riunioni di preparazione e le cerimonie diventano più frequenti, riscaldate da un entusiasmo generale che contagia l'intera città.

### La discesa dei ceri
La prima Domenica di maggio, alle ore 8:30, dopo la messa, i tre ceri e le relative barelle sono spostati dalla Basilica di Sant'Ubaldo e scendono in città, dove sono esposti, fino al 15 maggio, nella sala maggiore (Arengo) del Palazzo dei Consoli. È consuetudine far sedere i bambini, in divisa da ceraioli e con un fiore in mano, a cavalcioni sul cero durante la discesa. In Piazza Grande i bambini vengono fatti scendere ed i ceri, sempre in posizione orizzontale, girano per tre volte di corsa, prima di entrare nel Palazzo. Subito dopo, negli "arconi" sotto la piazza, verrà servita la tradizionale coratella (misto di interiora, fegato, cuore e polmoni) di agnello.

### La vigilia
Alle 19:00, tutta la città si riunisce per ascoltare il Secondo Doppio (la duplice Sonata per il Triduo di Sant'Ubaldo) del Campanone, la campana grande del Palazzo dei Consoli. Dopo la sonata e il tradizionale assaggio di baccalà (merluzzo salato arrosto che verrà servito all'indomani), i ceraioli si riuniscono nelle rispettive taverne o in "fondi" privati, dove si preparano i dettagli finali della Corsa e si brinda alle fortune del Cero. Fino a tardi si possono ascoltare delle bande musicali in giro per le strade di Gubbio, mentre cittadini e forestieri fraternizzano con canti e balli.

### La Festa
La Festa è un flusso continuo di eventi che di sovente "sforano" gli orari previsti dal programma (vedi in seguito) ed è spesso commista di elementi estemporanei e talvolta discutibili. Essa è fatta spontaneamente dagli Eugubini per se stessi, gli ospiti sono apprezzati, ma i visitatori arroganti sono mal tollerati. Quindi, le regole di rispetto e cautela devono essere preventivamente messe a conoscenza di tutti coloro che vogliono partecipare alla Festa.

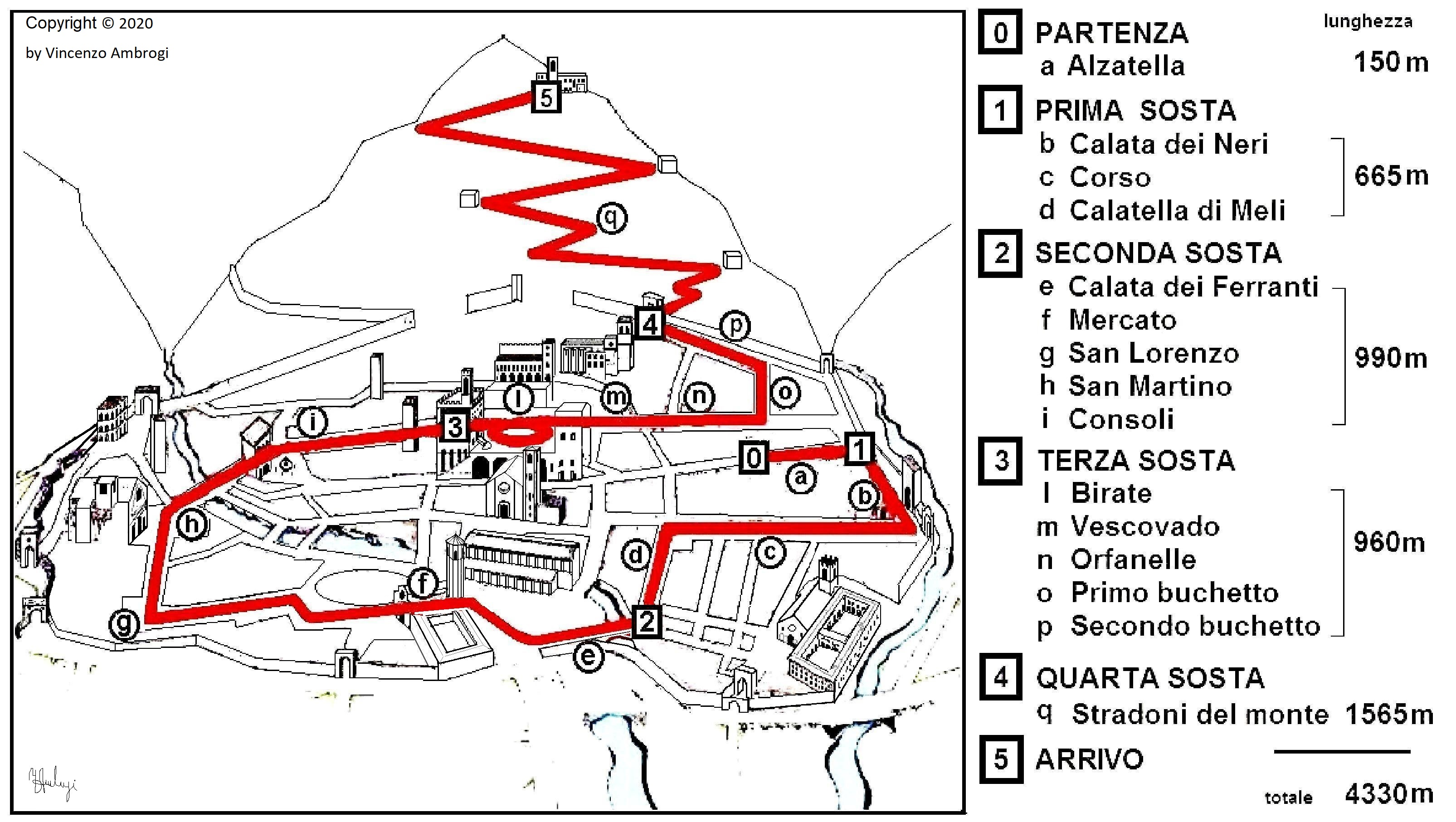
Pianta della Corsa dei Ceri

PROGRAMMA DELLA FESTA
| Ora*             | Luogo                                               | Evento                                        |
| 5:00             | case dei Capitani e Capodieci                       | I tamburi svegliano i Capitani e i Capodieci. |
| 6:00             | Palazzo dei Consoli                                 | Il Campanone sveglia tutta la città.          |
| 7:00             | Cimitero Civico                                     | Commemorazione dei ceraioli defunti.          |
| 8:30             | chiesa dei Muratori                                 | Messa dei ceraioli ed estrazione dal bussolo. |
| 9:30             | dalla chiesa dei Muratori a Piazza Grande           | Corteo dei Santi e colazione.                 |
| 10:00            | da Porta Castello a Piazza Grande                   | Sfilata dei ceraioli.                         |
| 11:30            | Piazza Grande                                       | Investitura dei Capitani.                     |
| 12:00            | Piazza Grande                                       | Alzata dei Ceri.                              |
| 12:30            | vie di Gubbio                                       | Mostra del Cero.                              |
| 13:00            | Piazza Grande e arconi                              | Tavola bona.                                  |
| 17:00            | dal Duomo alla chiesa dei Neri                      | Processione con la Statua di Sant’Ubaldo.     |
| 17:50            | dai Ceppi alla chiesa dei Neri                      | Alzatella.                                    |
| 18:00            | dalla chiesa dei Neri a palazzo Ferranti            | Corsa dei Ceri, primo tratto.                 |
| 18:30            | da palazzo Ferranti al palazzo dei Consoli          | Corsa dei Ceri, secondo tratto.               |
| 19:00            | dal palazzo dei Consoli a Porta S. Ubaldo           | Corsa dei Ceri, terzo tratto.                 |
| 19:45            | da porta Sant’Ubaldo alla Basilica di S. Ubaldo     | Corsa dei Ceri, quarto tratto ed arrivo.      |
| 20:30            | dalla Basilica di S.Ubaldo alla chiesa dei Muratori | Discesa dei Santi.                            |
| * approssimativa |                                                     |                                               |

#### La mattina
Alle 5:00 i Tamburini cominciano a girare per le strade della città per svegliare i Capitani ed i Capodieci rullando la cosiddetta "Marcia dei Ceri". Alle 6:00 il Campanone esegue la prima Sonata del giorno per svegliare la città. Alle 7:00 i ceraioli e le autorità della città si recano al Cimitero civico per deporre una corona di fiori in memoria dei ceraioli defunti. Alle 8:30 ha luogo presso la Chiesa dei Muratori la Messa dei ceraioli. Dopo questa, alle 9.30 circa, segue la cerimonia del "bussolo" con l'estrazione dei nomi dei Capitani, che guideranno la Festa tra due anni a venire. Le statuette dei santi, conservate nella chiesa dei Muratori, sono poste su una barella speciale coronata con una struttura in ferro battuto e portati in corteo lungo le strade fino alla sala maggiore del Palazzo dei Consoli, in attesa dell'Alzata insieme ai ceri e il barelle. Successivamente, i ceraioli si portano sotto gli "arconi" della piazza per consumare la tradizionale "Colazione" a base di baccalà.
Alle 10:00 i ceraioli si riuniscono in borgo San Lucia dove viene distribuito il tradizionale mazzolino di fiori, che viene legato al fazzoletto rosso della divisa. Da lì parte la colorata e vivace sfilata, guidata dai Tamburini, seguiti dai vessilli di Quartieri e Contrade, dalla Banda comunale che suona "il Fazzoletto" detta anche "Tazìlleri" (marcia eugubina tipica del giorno dei Ceri), dai Capitani con l'Armata, Sindaco e autorità comunali, dai rappresentanti dell'Università dei Muratori. Poi vengono i tre gruppi di ceraioli, ciascuno dei quali è preceduto da una propria banda musicale e guidato dal rispettivo Capodieci con la brocca in mano. La sfilata procede lungo le principali vie del centro storico ed arriva a Piazza Grande.

#### L'investitura
Alle 11:30 in Piazza Grande ha luogo la cerimonia dell'investitura del Primo Capitano, che riceve le chiavi e le insegne della città dal Sindaco, con la benedizione del Vescovo. L'atto ricorda l'insediamento del Contestabile (vedi sopra). A questo punto, al comando del Secondo Capitano ha inizio l'Alzata. La porta del Palazzo si apre e, in rapida successione, scendono i Capodieci, i ceri in posizione orizzontale, i santi e le brocche accompagnati da una fiumana di ceraioli.

#### L'Alzata
È uno dei momenti più spettacolari della Festa. I ceri vengono portati orizzontalmente lungo il lato libero della piazza, con le spalle rivolte verso il muretto panoramico, dove sono state già sistemate le barelle che li attendono invece in posizione verticale: Sant'Ubaldo al centro, San Giorgio a destra e Sant'Antonio a sinistra. I ceri sono ancorati a queste con un cuneo di ferro chiamato "cavìa". I santi sono successivamente fissati all'altra estremità del cero. I Capodieci salgono tra le due stanghe e versano l'acqua contenuta nella brocca tra cero e barella per rendere più salda la presa, sollevano poi la brocca vuota verso la torretta del palazzo per salutare i campanari e poi verso la Basilica, in omaggio a Sant'Ubaldo. Dopo un cenno finale di intesa, i Capodieci gettano la brocca in avanti tra gli spettatori. Dato che i frammenti della brocca sono considerati un potente portafortuna, si svolge una violenta lotta in mezzo alla folla per impadronirsene. Nello stesso tempo, i Ceri vengono alzati in posizione verticale sotto il contrappeso del Capodieci, che sta proiettando in avanti nel cosiddetto "volo d'angelo", e la spinta da dietro dei ceraioli. A questo punto, caricati sulle spalle dei ceraioli, si fanno strada tra la moltitudine assumendo l'ordine di Corsa con Sant'Ubaldo avanti, San Giorgio e Sant'Antonio ed eseguono tre giri completi di corsa in senso antiorario (Girate) intorno al pennone (Sant'Antonio ne compie quattro) per poi disperdersi per le vie della città.

#### La Mostra
Dopo le Girate i Ceri seguono, separatamente, un percorso dentro e fuori le mura della città chiamato "Mostra" durante il quale vanno ad onorare i ceraioli anziani e defunti presso le loro abitazioni. Terminata la Mostra, ognuno dei tre Ceri viene posato su 4 ceppi di legno artisticamente lavorati, in via Savelli della Porta, in attesa della Corsa. Questi ceppi furono creati nel 1899 dall'artigiano Gaetano Agostinelli e rappresentano i simboli delle Università e dei mestieri legati al Cero. Durante l'anno sono esposti nella Raccolta Memorie Ubaldiane. I ceraioli hanno la possibilità di partecipare al pranzo offerto negli arconi sotto Piazza Grande. Ospiti importanti, autorità cittadine, e turisti sono ammessi alla Tavola bona, il banchetto servito nella Sala maggiore del Palazzo dei Consoli. In attesa della Corsa, eugubini e visitatori improvvisano danze e canzoni al suono delle bande lungo le vie del centro storico.

#### La Processione
Alle 17:00 la Processione con la statua lignea di Sant'Ubaldo lascia la Cattedrale. Essa è guidata dal Vescovo con una reliquia del Santo e preceduta da un banda che suona "O lume della Fede", l'antico inno a Sant'Ubaldo, una melodia suggestiva e cupa. La Processione segue il senso inverso della Corsa e benedice il percorso dove i Ceri tra breve correranno. È consuetudine per gli eugubini e soprattutto se ceraioli cercare di toccare il mantello della statua. Quando la statua che risale il Corso arriva in corrispondenza di via Barbi, i Ceri vengono rimossi dai Ceppi ed ha inizio l'Alzatella, un breve assaggio di corsa (circa 150m) fino alla Chiesa dei Neri, dove si fermano in attesa della Processione.

### La Corsa
È il momento più emozionante e coinvolgente della Festa. Intorno alle 18:00 la Processione ed i Ceri si incontrano davanti alla Chiesa dei Neri. Il Vescovo dà ai ceraioli la benedizione "in articulo mortis" (che si dà a chi è in imminente rischio di vita) con la reliquia di Sant'Ubaldo. Poi i Ceri iniziano la loro Corsa per le vie del centro storico preceduti dall'Armata a cavallo con il Trombettiere che suona la carica. La folla applaude e grida "Via ch'eccoli". Il Cero deve correre il più velocemente possibile, mantenendo la posizione verticale evitando pendute o cadute. È vietato il sorpasso ed i Ceri devono mantenere lo stesso ordine per tutta la Corsa: Sant'Ubaldo, San Giorgio e Sant'Antonio. La lunghezza totale della Corsa è di circa 4.300 metri (vedi percorso) suddiviso in quattro tratti.

#### Il cambio
La velocità ed il peso dei Ceri obbligano i ceraioli a frequenti cambi (ogni 100 m circa in discesa e 40 m in salita) che devono essere effettuati senza fermare la Corsa, secondo una tecnica maturata nei secoli.  Gli otto ceraioli, quattro per lato, che devono entrare sotto il Cero, si lanciano tutti insieme con la spalla sotto la stanga dietro i compagni che devono sostituire, ad eccezione dei puntaroli dietro che, per la mancanza di spazio, sono costretti ad entrare davanti al rispettivo ceraiolo. Solo allora i ceraioli uscenti si fanno da parte. Successivamente entreranno anche gli otto bracceri. I ceraioli in mezzo alle stanghe cambiano meno frequentemente, tuttavia la loro sostituzione è più complessa. Particolarmente difficile è il cambio dei capodieci e del barelone avanti, che, per uscire, sono costretti a correre in avanti più veloci del Cero.

#### Primo tratto
È un tratto breve (665 m), in discesa (dislivello -32 m) e molto veloce. È considerato il più difficile e pericoloso tratto della Corsa e perciò è riservato ai ceraioli più robusti e coraggiosi. Questo tratto inizia con la Calata dei Neri (via Dante) con la sua erta discesa (la più ripida della Corsa=15%) chiusa da una secca curva a gomito (la curva della Statua). Successivamente, i Ceri scendono lungo il Corso, dove raggiungono la velocità massima della Corsa. Dopo i 400 m dello spettacolare rettilineo, essi curvano ad angolo retto a livello di piazza Sant'Antonio (piazza Oderisi), dove il solo Cero di Sant'Antonio esegue una piccola girata. I Ceri affrontano un'altra discesa, la Calatella di Meli (via Cairoli), alla fine della quale si verifica la prima sosta, che dura circa 15-20 minuti per permettere di spostarsi nel secondo tratto.

#### Secondo tratto
È un tratto lungo quasi un chilometro che attraversa la parte bassa della città fino a raggiungere Piazza Grande. Inizia con un'altra impegnativa discesa la Calata dei Ferranti (via Mazzatinti) chiusa da un brusco e pericoloso cambio di pendenza finale, dove la strada ritorna in leggera salita. La Corsa continua nello spazio piatto della piazza del Mercato (Piazza 40 Martiri) descrivendo due curve ad angolo retto (San Francesco e Farmacia). A questo punto i Ceri rientrano nelle stradine del centro storico ed affrontano altre due curve difficili (San Lorenzo e San Martino). Alla fine salgono per via dei Consoli fino a Piazza Grande, dove si fermano.

#### Terzo tratto
È lungo anche questo circa un chilometro inizialmente in pianura e poi in decisa salita (dislivello +65 m). La Corsa ha inizio al segnale del sindaco, che scuote un fazzoletto bianco dalla finestra del Palazzo Comunale. Al suono del Campanone i Ceri eseguono tre giri in senso antiorario, alla massima velocità (Birate) e poi scompaiono dentro la lunga e pianeggiante via XX Settembre. Quindi si inerpicano per i "Buchetti" la parte più ripida (28%) e stretta (poco più di 2m) della Corsa. I Ceri si arrestano prima di porta Sant'Ubaldo, e qui sono successivamente abbassati in posizione orizzontale per passare sotto l'angusta porta, che costituisce una pericolosa strettoia all'afflusso sul Monte.

#### Quarto tratto
È il tratto finale della Corsa, il più lungo (quasi 1600m) ed in forte e continua salita (dislivello +229m). Si tratta di una strada sterrata articolata in nove viali (Stradoni) e otto tornanti (tre dei quali ospitano delle chiesette dette "Capelucce"), che i Ceri completano in nove-dieci minuti grazie al massimo dispiego di ceraioli (anche più di 40 mute per un totale di oltre 400 uomini per ogni Cero). Qui lo sforzo fisico e l'impegno dei ceraioli raggiunge l'acme, ma l'esaltazione della Corsa e l'incitamento della folla sembra dare loro una forza sovrumana.

#### L'arrivo
Ai piedi della scalinata della Basilica, i Ceri sono abbassati in avanti per attraversare la porta ed entrare nel chiostro. Quando esista una distanza sufficiente il Cero di Sant'Ubaldo riesce a chiudere la porta di fronte al Cero di San Giorgio. In questo caso i ceraioli di Sant'Ubaldo hanno facoltà di festeggiare separatamente e smontare (scaviare) il Cero o riaprire il portone e fare festa con gli altri. Nel caso in cui San Giorgio sia molto vicino, il portone non può essere chiuso ed i Ceri entrano insieme nel chiostro. Qui i Ceri effettuano più giri intorno al pozzo ed i ceraioli mostrano apertamente la loro soddisfazione o delusione in base a come è andata la Corsa. I Ceri sono poi scaviati e portati all'interno della Basilica dove, tra l'entusiasmo e la commozione generali, vengono ricollocati sugli appositi basamenti di pietra fino all'anno successivo.

#### L'epilogo
Dopo la Benedizione ed il canto di ringraziamento “O lume della fede” a Sant'Ubaldo, i santi sono posti su una barella speciale e riportati nella città fino alla Chiesa dei Muratori, dove il corteo assume un carattere processionale con l'accensione di fiaccole. I ceraioli si riuniscono nelle loro taverne per mangiare, bere e riposare, e per commentare i vari aspetti della Festa e soprattutto della Corsa. In alcuni siti caratteristici, le Famiglie dei ceraioli organizzano danze per cittadini e turisti.

#### Le regole
È difficile sintetizzare le poche, incomprensibili e mai scritte regole della Corsa. "Chi ha vinto?" "Nessuno ha vinto o meglio Gubbio ha vinto." Su questo gli Eugubini sono molto laconici e non apprezzano dare ulteriori spiegazioni.
In breve le regole principali sono queste. Il Cero deve correre alla massima velocità possibile mantenendo l'ordine stabilito dalla Tradizione: Sant'Ubaldo, San Giorgio e Sant'Antonio. La Corsa deve essere completata prima di mezzanotte del 15 maggio. Un ceraiolo in azione non deve abbandonare la barella per nessun motivo fino a quando non viene sostituito in un cambio. È vietato fermarsi, se non alle soste predeterminate o in caso della caduta del Cero che sta davanti, in questo caso il Cero che corre dietro deve aspettare che questo si rialzi.
Un vincitore ufficiale non esiste e questo è sorprendente considerando lo sforzo e i rischi assunti dai ceraioli. Questo è il motivo per cui la Festa è definita come la Festa dei matti. La filosofia del ceraiolo è molto lontana dal moderno concetto di agonismo: la competizione principale è con se stessi in onore di Sant'Ubaldo. La cosa importante è avere fatto una buona Corsa ed in questo caso sono due gli elementi di giudizio: la caduta ed il distacco.
La caduta del Cero è la perdita della verticalità e il contatto con il terreno. È il peggior evento e il più memorabile della Festa, inequivocabile elemento di giudizio negativo. Il disonore è piuttosto alto e gli sfortunati ceraioli coinvolti sono soggetti a molte critiche e battute. È tradizione di offrire a questi ceraioli un mazzo di bietola, che a Gubbio è considerato un simbolo di scarsa forza fisica.
Il distacco è l'aumento della distanza tra un Cero e l'altro. Questo elemento è considerato solo alla fine dei pezzi più importanti (cioè Corso, Mercato, Birate) e alla fine di ogni tratto, specialmente quello finale, dove la chiusura della porta assume una certa importanza.
La mancanza di un vincitore ufficiale e l'estrema soggettività degli elementi di giudizio (cadute a parte) favoriscono in realtà interminabili discussioni e sfottò che durano tutto l'anno.

## Gli altri Ceri
L'amore quasi "fanatico" per i Ceri può essere espresso in modi diversi. Una delle espressioni più evidenti è la ripetizione della Festa per i diversi gruppi di età in date differenti ma con le stesse modalità.

### I Ceri Mezzani
I Ceri Mezzani si svolgono sulla prima domenica dopo il 17 maggio. Essi sono organizzati dalla Università dei Muratori e la Festa si ripete nella stessa modalità e spirito della manifestazione principale, con ceri di dimensioni ridotte (4 metri e 180 kg circa) portato da ceraioli adolescenti. Le prime notizie di questa Festa risalgono alla metà del XIX secolo. I Ceri Mezzani attualmente in uso sono stati costruiti dal laboratorio Poggi nel 1966. Quelli precedenti sono ora esposti nella Raccolta Memorie Ubaldiane.

### I Ceri Piccoli
La Festa dei Ceri Piccoli (150 cm e 40 kg circa) si svolge il 2 giugno ed è organizzata dall'Associazione "Maggio Eugubino" per i bambini. Anch'essa ripete la manifestazione principale e svolge un importante percorso nell'educazione ceraiola. Questa festa è stata documentata dall'inizio del '900. Gli attuali Ceri Piccoli sono stati costruiti da Antonio Sannipoli nel 1986-87, mentre quelli precedenti sono stati donati alla comunità di Jessup, Pennsylvania (vedi dopo).

### I Ceri di Jessup, Pennsylvania, USA
Tra la fine '800 ed i primi del '900 un gran numero di Eugubini emigrò a Jessup, Pennsylvania, USA, per lavorare come minatori. L'attaccamento alla Festa era così forte che dal 1909 è stata organizzata una festa molto simile a quella di Gubbio, chiamata "Saint Ubaldo Day" o "Race of the Saints". Da allora l'evento è stato ripetuto con una certa regolarità e da questo secolo è diventato fisso nel sabato del Memorial Day (l'ultimo sabato di maggio).
I Ceri di Jessup sono un po' più leggeri (180 kg) e meno alti (3 metri) di quelli di Gubbio per consentire che i Santi non rimangano impigliati nei numerosi fili elettrici che attraversano le strade. Esiste anche qui la Festa dei Ceri Piccoli che avviene il giorno dopo.

### I Pini di Thann, Alsazia, Francia
La Cremation des trois Sapins (la cremazione dei tre pini) è una festa in onore di Sant'Ubaldo (Thiebaut) che ha luogo a Thann in Alsazia. Nonostante la festa abbia solo deboli analogie (il numero tre e la comune derivazione con i riti degli alberi) con quella dei Ceri, forte è il legame con il condiviso Patrono Sant'Ubaldo. Infatti a Thann è presente una reliquia di Sant'Ubaldo, una parte del mignolo della mano destra. Secondo la leggenda, questa reliquia fu portata da un servo di Sant'Ubaldo originario dell'Olanda. Durante il suo ritorno in patria, egli arrivò sul luogo dove oggi sorge Thann e qui notò che il bastone che aveva appoggiato in terra aveva messo delle radici. Nella stessa notte erano state notate tre luci sopra la foresta. In base a questi presagi il conte Engelhart de Ferrette, signore del luogo, fece voto di costruire una cappella dedicata a Sant'Ubaldo: l'embrione della attuale magnifica Collegiale gotica.
La festa si tiene il 30 giugno di ogni anno. Alle 22:00, dopo una processione con la statua di Sant'Ubaldo, vengono bruciati tre grandi tronchi di pino. I falò sono accesi da autorità militari, religiose o civili.

## Il simbolo dell'Umbria
Dal 1973 i Ceri sono il simbolo della Regione Umbria. Il bozzetto è stato realizzato da due architetti napoletani Gino e Alberto Anselmi e rappresenta i contorni stilizzati dei tre Ceri allineati.
Questo simbolo fu scelto da un comitato di esperti storici, artisti e designer, che presero in considerazione sia l'impatto grafico, che consentiva l'immediata memorizzazione visiva, sia le profonde radici e la continuità storica, sia l'indiscutibile vitalità dei Ceri, che, al di là dei localismi, era condivisa dall'intera Regione.

## Ceri e la Rete delle grandi macchine a spalla
Nel 2005 fu avviato un progetto di interscambio culturale tra i Ceri di Gubbio e altre quattro manifestazioni caratterizzate dal trasporto di grandi macchine a spalla: la Macchina di Santa Rosa di Viterbo, la Festa dei Gigli di Nola, la Varia di Palmi e la Discesa dei candelieri di Sassari. Il progetto fu recepito dalle istituzioni comunali nel 2006 con il cosiddetto "protocollo di Nola", che portò alla candidatura delle feste organizzatesi nella Rete delle grandi macchine a spalla italiane come Patrimonio immateriale dell'umanità riconosciuto dall'UNESCO.. In quell'anno la città di Gubbio si ritirò dal progetto per presentare una candidatura autonoma. La Rete delle grandi macchine a spalla italiane dal 2013 è inserita nel patrimonio culturale immateriale dell'umanità dall'UNESCO. Ora Gubbio ha ufficialmente chiesto di essere riammessa a far parte della Rete.

## Terminologia
Nella Festa dei Ceri è in uso da tempo un glossario specifico che viene qui riportato per i termini più diffusi ed importanti.
Abbassata: abbassare il Cero in posizione orizzontale alla fine della Corsa.
Alzata: alzare il Cero in posizione verticale, dopo averlo assemblato (incaviamento).
Ammanicchiare: afferrare le stanghe della barella del Cero che precede. È indice di scarsa velocità del Cero che sta davanti.
Barella: supporto del cero a forma di H composta da due stanghe parallele e da una traversa (barelone).
Girate: tre giri alla massima velocità effettuati dai tre Ceri in Piazza Grande durante la Corsa.
Braccere: ceraiolo di supporto al ceraiolo a spalla che cinge alla vita quest'ultimo reggendone il braccio libero. Solitamente il braccere è più basso di chi deve supportare. I bracceri sono presenti nei ceri grandi e mezzani ma non in quelli piccoli.
Brocca: vaso in ceramica che viene lanciata dal capo del cero (Capodieci) sulla folla al momento dell'Alzata. Ne sono presenti 3, una per ogni cero. Con la brocca in mano il capodieci saluta la piazza, la folla e i campanari (coloro che suonano la grande campana del palazzo dei consoli), ed al momento del lancio la corsa parte e tutta la piazza si affretta a recuperare frammenti della brocca, ricorrendo anche alla violenza. In caso la brocca venisse afferrata da un individuo senza prima lasciare che si rompa, quest'ultimo verrà malmenato da tutti e la brocca verrà comunque rotta.
Caduta: perdita di verticalità in senso laterale con il contatto della stanga della barella con la terra. È il peggiore evento che possa capitare ad un Cero in Corsa ed elemento insindacabile di giudizio negativo.
Calata: pezzo della Corsa caratterizzato da una ripida discesa con partenza da fermo. Le Calate sono due: Calata dei Neri (via Dante) e la Calata dei Ferranti (via Mazzatinti).
Capeluccia: sono le tre cappelle dislocate a vari livelli della strada del Monte, ultimo tratto della Corsa.
Capocetta: ceraiolo che reca l'accetta, strumento adatto per incavìare il Cero e ripararlo dopo eventuali cadute.
Capocinque: ceraiolo situato in mezzo alle stanghe nella posizione più arretrata. Ha una fondamentale importanza nelle curve.
Capodieci: capo del Cero, eletto annualmente, che alza il Cero e lo guida in mezzo alle stanghe nella posizione più avanzata. È il responsabile della Corsa e sceglie personalmente i suoi luogotenenti nel corso di interminabili riunioni preparatorie.
Cavìa: zeppa metallica a forma di cuneo che blocca il cero alla barella.
Ceraiolo: portatore del Cero, che può essere differenziato in ceraiolo in mezzo (capodieci, barelone, capocinque) o a spalla (punta, cepparolo).
Famiglie: associazioni, di recente formazione, che presiedono alle attività organizzative e ricreative di ogni Cero.
Fusciacca: fascia rossa che viene girata più volte intorno alla vita dei ceraioli ed annodata sul fianco sinistro.
Girate: rotazioni che i Ceri in verticale o in orizzontale compiono in senso antiorario intorno a delle strutture centrali (pennoni, pozzi, etc.).
Giratelle: rotazioni che il Cero in verticale compie in senso antiorario intorno al proprio asse durante la Mostra in segno di saluto e omaggio.
Incaviare: atto di inserire la cavìa nella fessura del timicchione inferiore del cero. In senso più ampio identifica il montaggio del Cero.
Inchini: inclinazione ritmica in avanti del Cero per tre volte, segno di cortesia durante la Mostra.
Manicchia: appiglio per il trasporto orizzontale del cero, che serve da ammortizzatore in caso di caduta. Allo stesso tempo il termine è usato per indicare le zone di divisione territoriale dei ceraioli, spesso identificate con un quartiere o una frazione comunale.
Vilano: personaggio burbero, meschino e fedifrago che non porta avanti la tradizione. Chi prende il cero per arrivismo o esaltazione personale. termine spesso erroneamente attribuito a chi vive fuori dalle mura. 
Mostra: esibizione del Cero per la città da dopo l'Alzata fino alle 15:30 circa, effettuata per omaggiare luoghi e persone. La Mostra rappresenta uno dei momenti più toccanti della Festa ed uno degli esempi più qualificanti della "civiltà ceraiola".
Muta: gruppo di otto ceraioli a spalla (più altri otto eventuali bracceri) che entrano simultaneamente dando il cambio alla muta precedente. La parte di Corsa coperta da una muta si chiama pezzo.
Penduta: perdita di verticalità del Cero, che si inclina decisamente di lato fino ad urtare ed appoggiarsi contro ostacoli.
Puntarolo (o punta): ceraiolo "a spalla" che occupa la parte estrema (la punta) sia anteriore che posteriore della stanga.
Scaviare: atto di far uscire la cavìa ed estrarre il timicchione del cero dalla barella. In senso più lato corrisponde allo smontaggio del Cero.
Stanga: struttura di legno di pino a forma di fuso, parte costitutiva della barella deputata ad ospitare le spalle di quattro ceraioli. Le parti estreme prendono il nome di punte e quelle intermedie (più larghe) quelle di ceppi.
Stecchiare: atto di distruggere il Cero a colpi d'accetta, punizione (mai avvenuta in tempi recenti) cui sarebbe soggetto un Cero che contravvenisse alle regole della Corsa.
Stradone: nome dato ai nove viali della strada del Monte, ultimo tratto della Corsa.
Tavola bona: tradizionale pranzo dei ceraioli all'interno del palazzo dei consoli a cui partecipano anche autorità ed ospiti di riguardo.
Timicchioni: parti terminali del cero dove innestare il santo e la barella.
Università: Corporazioni delle Arti e Mestieri. Ancora oggi sono esistenti quelle dei Sarti, dei Calzolari, dei Fabbri, dei Falegnami e dei Muratori. Quest'ultima è la più importante, depositaria della Festa dei Ceri dal 1891.
Vejone: grande festa di carnevale in cui viene presentato il Capodieci da poco eletto.